# Meša Selimović
Meša Selimović (IPA: [mɛ̌ːʃa sɛlǐːmɔʋitɕ]; all'anagrafe Mehmed Selimović (IPA: [mɛ̌xmɛd sɛlǐːmɔʋitɕ]) (in alfabeto cirillico: Мехмед Селимовић; Tuzla, 26 aprile 1910 – Belgrado, 11 luglio 1982) è stato uno scrittore bosniaco.

## Biografia
Nato in una famiglia bosniaca musulmana, Selimović fu vincitore di numerosi premi letterari. I suoi libri scritti in lingua serbocroata sono tradotti in moltissime lingue, tra cui l'italiano e l'inglese.
Le sue opere più famose sono i romanzi Il derviscio e la morte (Derviš i smrt) e La fortezza (Tvrđava). Ambedue le opere sono ambientate nella Bosnia dell'Impero ottomano. Nel febbraio del 2016 viene per la prima volta pubblicata in Italia la parte conclusiva della trilogia, così la definisce lo scrittore Božidar Stanišić, Ostrvo (L'isola), edito da Bordeaux. Il romanzo era stato pubblicato in Jugoslavia nel 1974, da Prosveta, a quel tempo l'editore più famoso di letteratura contemporanea in Jugoslavia.